# Lago Tōya
Il lago Tōya è un lago vulcanico giapponese, situato nel parco nazionale di Shikotsu-Tōya, nell'Hokkaidō.
Il lago si caratterizza per la sua forma quasi circolare, dal diametro di 10 km; la sua superficie è di 70,7 km², mentre la profondità massima di 180 m. Nelle sue vicinanze è presente il monte Usu.